# 吴素萱
吴素萱（1908年—1979年），曾用名吴淑萱，女，山东益都人，中国植物细胞学家，中国科学院植物研究所研究员。曾任第三届全国人大代表，第五届全国政协委员。